# Словацкий демократический и христианский союз — Демократическая партия
Словацкий демократический и христианский союз — Демократическая партия (словац. Slovenská demokratická a kresťanská únia — Demokratická strana (SDKÚ-DS)) — христианско-демократическая партия, действующая в Словакии.
В 2000 году премьер-министр Микулаш Дзуринда создал партию Словацкий демократический и христианский союз. Учредительный съезд партии состоялся в Братиславе 18 ноября 2000 года. На парламентских выборах 2002 года партия получила 15,09 % голосов и провела 28 депутатов в парламент. Премьер-министром остался лидер партии Микулаш Дзуринда. На президентских выборах 2004 года кандидат от СДХС Эдуард Кукан получил в первом туре 22,09 % голосов, уступив Ивану Гашпаровичу, который стал президентом во втором туре, менее 0,2 % голосов.
21 января 2006 года СДХС и близкая к ней Демократическая партия провели объединительный съезд, в результате чего партия получила нынешнее название. На парламентских выборах 2006 года партия получила 18,35 % голосов и провела 31 депутата в парламент, однако правящую коалицию сформировала левоцентристская партия Курс — социальная демократия, из-за чего СДХС-ДП ушла в оппозицию.
После выборов 2010 года партия вошла в коалиционное правительство, которое возглавила член СДХС-ДП Ивета Радичова.
На парламентских выборах 2012 года партия получила 6,09 % голосов и 11 мест в парламенте и была вынуждена перейти в оппозицию.
Партия также представлена в Европарламенте. По итогам выборов 2004 года в нём было представлено 3 депутата из 14 мест, отведённых для Словакии, а по итогам выборов 2009 года — 2 депутата из 13 мест, предназначенных для Словакии.